# Lidnokjaure
Lidnokjaure är en sjö i Gällivare kommun i Lappland och ingår i Luleälvens huvudavrinningsområde. Sjön har en area på 0,558 kvadratkilometer och ligger 425 meter över havet. Sjön avvattnas av vattendraget Stainasjåkkå.

## Delavrinningsområde
Lidnokjaure ingår i det delavrinningsområde (745178-167619) som SMHI kallar för Utloppet av Lidnokjaure. Medelhöjden är 438 meter över havet och ytan är 5,64 kvadratkilometer. Det finns inga avrinningsområden uppströms utan avrinningsområdet är högsta punkten. Stainasjåkkå som avvattnar avrinningsområdet har biflödesordning 2, vilket innebär att vattnet flödar genom totalt 2 vattendrag innan det når havet efter 235 kilometer. Avrinningsområdet består mestadels av skog (67 procent) och sankmarker (22 procent). Avrinningsområdet har 0,63 kvadratkilometer vattenytor vilket ger det en sjöprocent på 11,1 procent.